# Diavolo

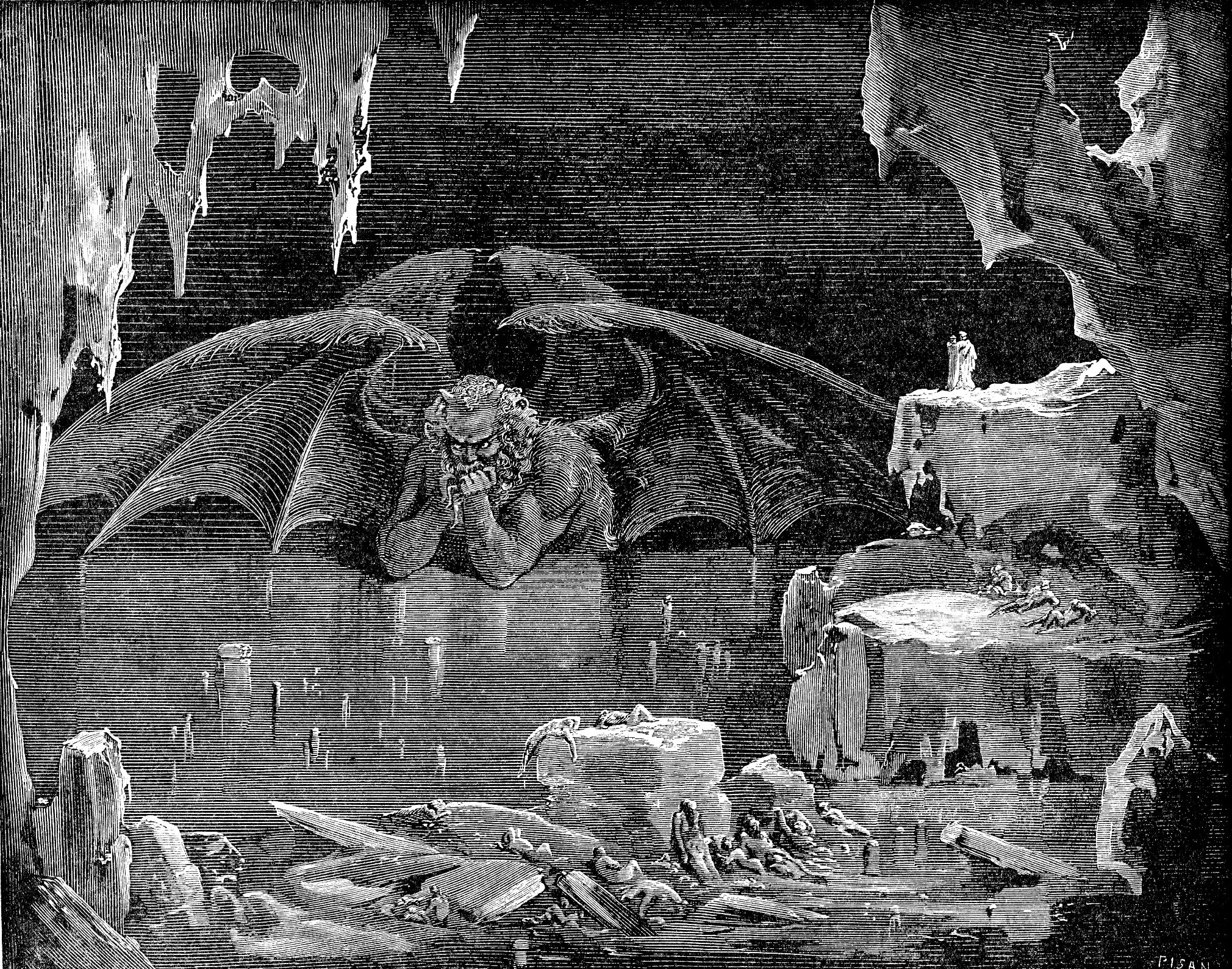
Il diavolo Lucifero immobilizzato al centro del Cocito, enorme lago ghiacciato situato sul fondo dell'Inferno della Divina Commedia (illustrazione di Gustave Doré)

Nelle religioni il diavolo (o demonio o maligno) è un'entità spirituale o soprannaturale essenzialmente malvagia, distruttrice, menzognera o contrapposta a Dio, all'angelo, al bene e alla verità.

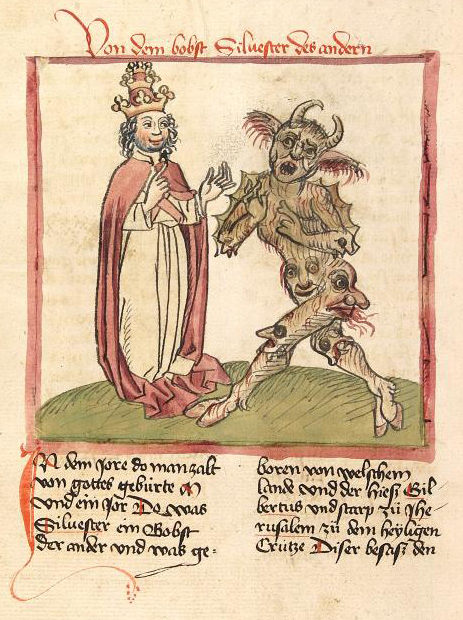
Illustrazione medievale di papa Silvestro II mentre cerca di discutere con un diavolo o un succubo (c. 1460).

Nel linguaggio poetico e letterario, il termine  "demone" è usato talvolta col significato di "diavolo" o "demonio" anche perché il plurale è simile (demòni - dèmoni) e le traduzioni dall'inglese rendono "demon" con "demone" anziché "demonio".

## Etimologia
- Il termine "diavolo" deriva dal latino tardo diabŏlus, traduzione fin dalla prima versione della Vulgata (fine IV - inizio V secolo d.C.) del termine greco Διάβολος, diábolos, ("dividere", "colui che divide", "calunniatore", "accusatore"; derivato dal greco -διαβάλλω, diabàllo, composizione di dia "attraverso" bàllo "getto, metto"[3], indi getto, caccio attraverso, trafiggo, metaforicamente anche calunnio[4]).
Nell'antica Grecia διάβολος era un aggettivo denotante qualcosa, o qualcuno, calunniatore e diffamatorio; fu usato nel III secolo a.C. per tradurre, nella Septuaginta, l'ebraico Śāṭān[5] ("avversario", "nemico", "colui che si oppone"[6], "accusatore in giudizio", "contraddittore"[7]; reso negli scritti cristiani come Satanas e qui inteso come "avversario, nemico di Dio").

- Il termine "demònio" deriva dal latino tardo daemonium, traslitterazione del greco δαιμόνιον, daimónion, (sempre dal greco δαιμόνιος, daimónios, "appartenente alla Divinità", "che è in rapporto con un δαίμων", "ammirabile", "sorprendente"[8]) e quindi collegato a δαίμων, dáimōn[9], il cui significato originario in lingua greca è quello di demone, entità soprannaturale "neutra", che poteva cioè essere sia benevola sia malevola nei confronti degli uomini. Solo col cristianesimo assunse esclusivamente un significato negativo. Infatti tale termine greco nel Nuovo Testamento è presente sia con l'originale senso neutro di 'divinità'[10], sia con quello di angelo caduto[11].
Già nella Septuaginta, e in altre traduzioni dall'ebraico al greco, tale termine occorreva a indicare l'ebraico שְׂעִירִ֖ים (śe'îrîm: capre selvatiche, →satiri, capre demoni), צִיִּים֙ (siyyim: dimoranti del deserto, bestie selvatiche), אֱלִילִ֑ים ('elilim: idoli), שֵּׁדִים֙ (šēdîm, shedim: spiriti tutelari, idolo[12]), גָּד (Gad: nome ebreo di un dio della Fortuna)[10] e יָשׁ֥וּד (yâšûd: devastare, il devastatore)[13].

## Nelle religioni

### Zoroastrismo
Angra Mainyu (avestico) o Ahreman e Arimane (pahlavico) o Ahriman (fārsì) è, nella religione mazdeista, il nome dello spirito malvagio guida di una schiera di "demòni" indicati come daēva.
Angra Mainyu ("Spirito del Male") è lo spirito malvagio e distruttore, l'avversario di Spenta Mainyu ("Santo Spirito"; pahlavico Spentomad) lo spirito santo del Bene e guida degli "angeli" indicati come Ameša Spenta. L'origine di Angra Mainyu è dibattuta dagli studiosi. Alcuni lo intendono una creatura spirituale celeste del Dio unico creatore Ahura Mazdā e a lui successivamente ribellatasi per libera scelta.
(Mircea Eliade. Zarathustra e la religione iranica in Storia delle credenze e delle idee religiose vol.I. Milano, Rizzoli, 2006, pag.331 e pag.337)
(Jacques Duchesne-Guillemin. L'Iran antico e Zoroastro in Storia delle religioni (a cura di Henri-Charles Puech) vol.2. Bari, Laterza, 1977, pag. 146)
Altri studiosi lo intendono invece come un essere originario contrapposto fin dall'inizio dei tempi al Dio unico Ahura Mazdā.
(Gherardo Gnoli. Le religioni dell'antico Iran e Zoroastro in Giovanni Filoramo (a cura di) Storia delle religioni vol.1 Le Religioni antiche. Bari, Laterza, 1994, pag.400)
Studiosi ritengono che la figura di Angra Mainyu sia equivalente alla figura abramitica di Satana; Nella più antica religione Mazdeista infatti, Angra Mainyu era l'angelo caduto che scelse liberamente la sua natura e la sua vocazione malefica, divenendo un'entità malvagia e distruttrice, guida di una schiera di angeli malvagi che si trascina con sé (chiamati Daeva) e contrapposti al Dio unico (chiamato Mazda) che viene assistito dai suoi 7 angeli del bene (spiriti santi il cui capo è Spenta Mainyu e gli altri 6 sono chiamati Ameša Spenta), e nello stesso identico modo nella successiva religione ebraica Satana era l'angelo caduto, divenendo un'entità malvagia, guida di una schiera di angeli malvagi che si trascina con sé (chiamati Demoni) e contrapposti al Dio unico (chiamato Yhwh) che viene assistito dai suoi 7 angeli del bene (con Michele alla guida di altri 6) evidenziando il fin troppo ovvio spunto che la popolazione ebraica aveva tratto nel periodo dopo il ritorno dall'esilio in Babilonia (VI secolo a.C.).

### Induismo
A differenza del Cristianesimo, dell'Islam, e dello Zoroastrismo, l'Induismo non riconosce alcuna forza o entità malvagia principale come il Diavolo in opposizione a Dio. L'Induismo riconosce però che esseri ed entità differenti (ad esempio, gli Asura) possano compiere atti malvagi, sotto il dominio temporaneo del guṇa chiamato tamas, e causare sofferenze agli uomini. Le guna rajasica e tamasica del Maya sono considerate molto vicine al concetto abramitico, ovvero come le porzioni diaboliche dell'Illusione Definitiva chiamata "Prakriti". Una rappresentazione di ciò è il concetto di Advaita (non-dualismo) dove non si distinguono il bene e il male ma semplicemente differenti livelli di comprensione.
D'altra parte nell'Induismo, che dà assai spazio al contrappunto, esiste anche la nozione di dvaita (dualismo) in cui c'è un'interazione tra le tendenze buone e quelle malvagie. Un Asura importante è Rahu le cui caratteristiche sono simili a quelle del Diavolo Tuttavia, gli Indù, e i Vaishnava in particolare, credono che un avatar di Visnù si incarni per sconfiggere il male quando raggiunge la sua massima potenza. Il concetto di Guṇa e Karma spiegano inoltre il male come un grado, piuttosto che come l'influenza di un diavolo.
Per essere più specifici, la filosofia Indù indica che l'unica cosa esistente (Verità) è il Dio Onnipotente. Così, tutte le tendenze degli asura sono inferiori e la maggior parte esiste solamente come illusione nella mente. Gli Asura sono anche persone differenti in cui cattive motivazioni e intenzioni (tamas) hanno temporaneamente soppiantato quelle buone (Sattva). Esseri diversi come siddha, gandharva, yaksha e altri vengono considerati entità a differenza dell'umanità, e in qualche modo sono superiori agli uomini.
Nell'Ayyavazhi, ufficialmente un ramo dell'Induismo prominente a Tamil Nadu (uno Stato meridionale nell'India con retaggio Dravidiano), i seguaci, a differenza di molte altre correnti dell'Induismo, credono in una figura simile a Satana, Kroni. Kroni, secondo gli Ayyavali è la manifestazione primordiale del male e si manifesta in svariate forme, come ad esempio, Rāvaṇa, Duryodhana, ecc., in diverse epoche o yuga. Di contro a questa manifestazione del male, i fedeli della religione ayyavaliana credono che Dio, come Visnù si manifesti nei Suoi avatar quali Rāma e Krishna per sconfiggere il male. Infine, Ekam con lo spirito (lo spirito assunto da Narayana solo per incarnarsi nel mondo) Nārāyaṇa si incarna nel mondo come Ayya Vaikundar per distruggere la manifestazione ultima di Kroni, Kaliyan.
Kroni, lo spirito di Kali Yuga viene considerato onnipresente in questa epoca e si crede sia una delle ragioni per cui i seguaci dell'Ayyavalismo, come la maggior parte degli Indù, ritengano che l'attuale yuga, Kali Yuga, sia così degradata.

### Buddhismo
Una figura simile a quella del diavolo nel Buddismo è Mara. Egli è un tentatore, che ha tentato anche Gautama Buddha cercando di sedurlo con la visione di bellissime donne che, in varie leggende, sono spesso riconosciute come le figlie di Mara. Mara personifica l'incapacità, la "morte" della vita spirituale. Egli cerca di distrarre gli uomini dal praticare una vita spirituale rendendo il noioso allettante o facendo sì che il negativo sembri positivo. Un'interpretazione di Mara è che esso rappresenti la personificazione dei desideri malsani della mente umana, impedendone la visione della verità. In un certo senso, quindi, Mara non è soltanto un'entità sovrannaturale a sé stante, ma è parte integrante dell'essenza stessa di una persona, che deve essere sconfitta.

### Ebraismo
Nell'Ebraismo non esiste il concetto di diavolo come nel Cristianesimo o nell'Islam. In ebraico, il termine biblico ha-satan (שָׂטָן) significa "l'avversario" o l'ostacolo, o anche "l'accusatore in giudizio, contraddittore" (sottolineando così che Dio viene visto come il Giudice finale).
Nel Libro di Giobbe (Iyov), ha-satan è la qualifica, non il nome proprio, di un angelo sottomesso a Dio: egli è il capo-accusatore della corte divina. Dopo che Dio fa notare la devozione di Giobbe, ha-satan chiede il permesso di mettere alla prova la sua fede. A quest'uomo retto vengono sottratte la famiglia, le proprietà, e in seguito, la salute, ma rimane ancora pieno di fede verso Dio. Alla fine di questo libro Dio appare come un mulinello d'aria, spiegando a tutti che la giustizia divina è imperscrutabile. Nell'epilogo vengono restituiti a Giobbe i suoi averi ed egli ha una seconda famiglia per "rimpiazzare" la prima che era deceduta.
Nella Torah, ha-satan viene menzionato diverse volte come tentatore. L'occasione principale è durante l'incidente del vitello d'oro: come fonte dell'inclinazione malvagia del popolo, o yetser harah, è responsabile per la costruzione da parte degli Israeliti del vitello d'oro mentre Mosè era sul Monte Sinai a ricevere la Torah da Dio. Nel libro delle Cronache, ha-satan incita Davide a un censimento illegale.
Di fatto, il Libro di Isaia, Giobbe, Qoelet e Deuteronomio hanno tutti passi in cui a Dio viene attribuito l'esercizio del controllo sovrano sul bene e sul male, esattamente come nel Cristianesimo in cui Satana è tentatore ma non ha alcuna funzione coercitiva sull'uomo che è libero di dannarsi come di salvarsi.
Gli Esseni vedono il mondo come terreno di lotta tra i figli della luce e i figli delle tenebre, teorizzando la magia angelica. Nel Libro dei Giubilei le teorie sulle schiere angeliche, sui nomi degli angeli, sulle loro funzioni, hanno un posto di rilievo. Soprattutto, nella loro teologia, agli angeli è riservato un ruolo importante nella guerra contro i figli delle tenebre, capeggiati da Belial.

### Giudaismo ellenistico
La versione dei Settanta utilizza la parola diabolos al posto di ha-satan in due casi, entrambi riguardanti gli esseri soprannaturali:
Giobbe 1:6 "Or accadde un giorno, che i figliuoli di Dio vennero a presentarsi davanti all'Eterno, e il diavolo venne anch'egli in mezzo a loro."
Zaccaria 3:1 "Poi il Signore mi fece veder Giosuè, sommo sacerdote, che stava ritto in piè davanti all'Angelo del Signore; e il diavolo stava alla sua destra, per essergli contra, come parte avversa."
Ma quando la parola ebraica satan si riferisce a un essere umano, è trascritta (σαταν), e non tradotta (διάβολος):
1 Re 11:23 "Iddio suscitò un altro satan (σαταν) a Salomone: Rezon, figliuolo d'Eliada, ch'era fuggito dal suo signore Hadadezer, re di Tsoba."
Questa distinzione si riscontra in altri testi ebraici.

### Cristianesimo

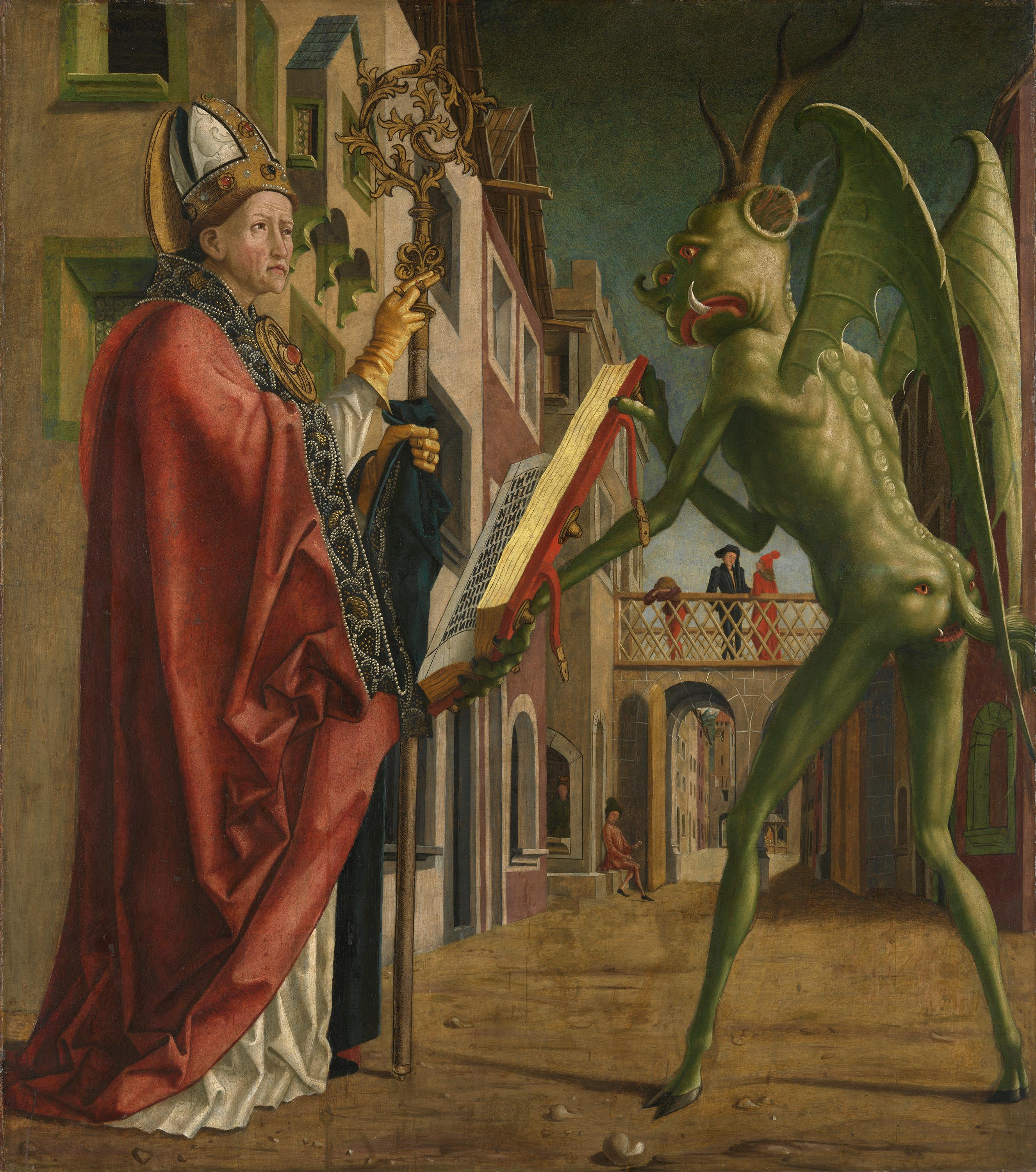
San Volfango e il Diavolo di Michael Pacher

Secondo la dottrina cristiana il Diavolo è noto anche con il nome di Satana e talvolta come Lucifero, sebbene la maggior parte degli studiosi riconoscano che il riferimento in Isaia 14,12 a Lucifero, o la Stella del Mattino, sia in relazione al re babilonese. La teologia cattolica lo descrive come un essere che odia la Creazione e tutta l'umanità operando con menzogne e false promesse affinché l'essere umano rinunci alla sua figliolanza divina, al suo legame con Dio.
Altri cristiani (ad esempio i cristadelfiani) pensano che il diavolo nella Bibbia si riferisca figurativamente al peccato e alla tentazione umani e a qualsiasi sistema umano in contrapposizione a Dio.
Nel cattolicesimo il Diavolo viene identificato con il serpente nel Giardino dell'Eden, con il dragone nell'Apocalisse di Giovanni, e con il tentatore dei Vangeli. È menzionato più frequentemente nei Vangeli, specialmente in riferimento a colui che operò per la crocifissione di Cristo.
Sulla personalità e azione del diavolo è interessante quanto Gabriele Amorth, decano degli esorcisti della Chiesa cattolica, ricava dalle sue esperienze dirette: da esse, e da analoghe presentazioni di altri autori, emerge il pensiero cattolico circa il diavolo: ente personale che influisce nella vita di ogni uomo.
Nel Commento alle sentenze e nella Somma teologica di sant'Alberto Magno i demoni sono descritti come angeli caduti ed entità corporee prive di anima.
Il diavolo  è uno spirito che tiene incatenati agli Inferi le persone che sono in stato di peccato mortale. Gesù infatti dice: "chi non è con me è contro di me e chi non raccoglie con me disperde" 12, 30. Le persone che perseverano in questo stato fino alla morte sono condannate al supplizio eterno (parte 3, articolo 8, sezione 4 versetto 1861) e vengono punite per sempre dal diavolo e dai suoi seguaci all'inferno (San Tommaso d'Aquino, Summa Theologica, supp. III, argomento 97). Al diavolo è stato dato un potere enorme in questo mondo principalmente sulla morte (Concilio di Trento, Sess. 5a, Decretum de peccato originali, canone 1: DS 1511) 2,14, secondo le parole di San Giovanni: "Tutto il mondo giace sotto il potere del maligno" 5,19. Il Signore infatti si è incarnato proprio per distruggere le opere del Maligno 3,8.
Il demonio preferisce agire nell'ombra senza farsi scovare perché appena viene scovato e individuato il suo potere può essere facilmente indebolito o annullato. Per fare ciò il suo modo di operare preferito è la tentazione, la quale si presenta agli occhi dell'uomo sempre come una cosa attraente e "desiderabile per acquistare saggezza" 3,6. Infatti essendo uno spirito può manifestarsi in parole, pensieri o atti contrari alla legge di Dio e all'insegnamento di Gesù (San Tommaso d'Aquino, Summa theologiae, I-II, q. 71, a. 6: Ed. Leon. 7, 8-9). Nella maggior parte dei casi preferisce lasciare le sue vittime libere di operare nel mondo per spargere la zizzania mentre perseguita e tenta particolarmente quelli che si sono decisi per Dio e per i suoi comandamenti come spiega San Giovanni nelle sue lettere.
Sull'origine del diavolo nelle credenze cristiane compie una disamina non cristiana lo storico francese Georges Minois nel suo saggio Le diable. Minois sottolinea che l'immagine del diavolo è indissolubilmente legata al concetto di "agonismo cosmico" e "divino".
L'idea cristiana di diavolo è erede, secondo Minois, di numerosi attributi di altre religioni del Vicino Oriente antico. Miti agonici erano presenti in area egizia (il dio Seth contro il dio Horus), babilonese (Gilgameš contro il mostro Huwawa, il dio Marduk contro il mostro Tiāmat nell'Enūma eliš) e nella religione cananea (il dio Baal contro il dio infero Mot). Sono presenti pure elementi greco-romani: la lotta di Zeus e di suo figlio Dioniso, forze vitali, contro i Titani di Crono, divoratore dei propri figli; Eracle contro l'Idra, e Teseo contro il Minotauro.
Il predecessore del diavolo ebraico-cristiano è, per Minois, Angra Mainyu (pahlavico Ahrimane) che, con il suo esercito malefico di demonii (daeva), era il principio del male nel Mazdeismo (Zoroastrismo) iranico e quindi persiano. Nell'Antico Testamento c'era un Satana accusatore e oppositore, non una maligna potestà. La concezione cambiò sotto l'influsso di testi della letteratura apocalittica non canonica dell'Ebraismo che trattava anche di una rivolta degli angeli contro Dio (Libro dei Custodi, Libro dei Giganti, Visione di Enoch, Libro di Enoch, Libro dei Giubilei, Libro di Adamo). Anche la comunità ascetico-monastica degli Esseni di Qumram, i “figli della luce”, si considerava artefice della vittoria imminente su Satana. Le due forze cosmiche rivali, il Bene e il Male, si preparano allo scontro escatologico finale che porterà alla vittoria del bene. Sia nelle sette apocalittiche dell'Ebraismo sia nella comunità di Qumram è evidente l'influsso del dualismo metafisico iranico del Mazdeismo: Ahura Mazdā, dio del Bene e della Verità, contro Angra Mainyu, principio del Male e della Menzogna.
(Georges Minois. Op. cit., p. 24)
Il diavolo dunque, quasi assente nell'Antico Testamento, si affermò nel Cristianesimo. Egli ha antenati dalla Mesopotamia, dalla Persia e dalla Grecia. Nell'Ebraismo l'idea di un avversario del diavolo si fece strada dopo l'esilio a Babilonia e i contatti con i Persiani.
Un testo degli Esseni recita: "Dall'angelo della tenebra deriva ogni aberrazione [...], gli spiriti come lui sono intenti a far cadere i figli della luce". Gli Esseni formularono per primi un concetto di Inferno. Scrive di loro lo storico Giuseppe Flavio: " Alle anime cattive assegnano una grotta buia e tempestosa, piena di supplizi infiniti". Il già citato Libro di Enoch in ambiente ebraico parla per la prima volta di angeli ribelli a Dio che, comunque, sono spiritualmente superiori all'uomo e possono inclinarlo al male.
Sant'Agostino rifiutò questo libro che invece fu pienamente accolto da Tertulliano, Origene e dal filosofo Giustino. Quest'ultimo, riecheggiando il Libro di Enoch, ma anche Genesi 6,4, scrisse: "Gli angeli trasgredirono agli ordini di Dio, si accoppiarono con donne generarono figli, cioè i cosiddetti demoni". La teologia cristiana mantenne l'idea che Satana fosse un ex angelo, rifacendosi a un passo del Libro di Isaia (Isaia 11:2): "Tu, portatore di luce, figlio dell'aurora, perché sei caduto dal cielo?" Il "portatore di luce" diventò Lucifero. L'idea che il demonio abitasse sottoterra non era così diffusa presso i primi cristiani. San Paolo scrive (Efesini 2:2): "principe delle potenze dell'aria, quello spirito che ora opera negli uomini ribelli" e, più oltre, aggiunge (Efesini 6:12): " spiriti del Male che abitano nelle regioni celesti". Soprattutto influssi della cultura dei Greci e dei Romani trasferirono Satana agli Inferi: l'Ade dei Greci, ad esempio, di cui c'è un cenno nel Fedone di Platone e poi nell'Odissea (XI libro) quando Ulisse scende nell'Ade per incontrare l'indovino Tiresia. Nel Tardo Medioevo Satana diventò una figura orripilante, mostruosa e paurosa, dai tratti orrendamente bestiali come negli affreschi di Giotto (Cappella degli Scrovegni) e del Beato Angelico o nella descrizione dantesca della Divina Commedia (Inferno - Canto ventiquattresimo, vv.37- 60). Tratti animaleschi del diavolo medioevale richiamano altre divinità pagane: il celtico Cernunnos, con palchi ramificati da cervo; l'etrusco Tuchulcha, con becco ricurvo, ali da avvoltoio e serpenti al posto di capelli; e in particolare il dio greco Pan, selvaggio, terrificante (anche per le sue urla) e dedito ai piaceri sessuali della carne (con un grande fallo, era rappresentato dedito alla masturbazione, alla bisessualità e alla violenza sessuale). Nel 1215, durante il Concilio Lateranense IV, la Chiesa emanò il documento Firmiter che elencava princìpi dottrinali. Uno di essi recitava: "Il diavolo e gli altri demoni sono stati creati buoni da Dio, ma da se stessi si sono trasformati in malvagi. L'uomo ha poi peccato per suggestione del demonio".
La interpretazione della figura e del ruolo del diavolo fu una delle origini delle "eresie" cristiane; come ad esempio nel bogomilismo che, in sintesi, riteneva che Dio avesse due figli: Satanael (il diavolo), il primogenito, e Michele (l'Arcangelo). Satanael si ribellò al padre e si trasformò in una creatura malvagia la quale, una volta cacciata dal regno dei cieli, creò l'inferno e la terra, cercando nel contempo, di generare l'uomo: non riuscendovi chiese aiuto al padre che soffiò l'anima nel corpo inanimato. Così ormai padrone dell'uomo per aver creato la sua parte materiale, Satanael permise ad Adamo di colonizzare la Terra.
(Paolo VI, Udienza generale, 15 novembre 1972)

### Islam
Nell'Islam il diavolo prende il nome di Iblīs (arabo: Shaytan, un termine che si riferisce a esseri malvagi simili al diavolo). Secondo il Corano, Dio creò Iblis dal "fuoco senza fumo" e creò l'uomo dall'argilla. La caratteristica principale del Diavolo, oltre alla hýbris, è che non ha altro potere se non quello di gettare suggestioni malvagie nel cuore degli uomini e delle donne.
Secondo la teologia musulmana, Iblis venne espulso dalla grazia di Dio quando gli disobbedì scegliendo di non rendere omaggio ad Adamo, il padre dell'intera umanità. Egli sostenne di essere superiore ad Adamo, basandosi sul fatto che l'uomo, a differenza di sé, era fatto di terra. Come per gli angeli, essi si prostrarono ad Adamo per mostrare il loro omaggio e la loro obbedienza a Dio. Tuttavia a Iblis, inamovibile dal punto di vista che l'uomo era inferiore, e a cui, a differenza degli angeli, venne data la capacità di scegliere, fece la scelta di non obbedire a Dio. Ciò lo portò a essere espulso da Dio, un atto di cui Iblis accusò l'umanità. Inizialmente, il Diavolo riuscì a ingannare Adamo, ma una volta che le sue intenzioni divennero chiare, Adamo ed Eva si pentirono dei loro peccati davanti a Dio e vennero liberati dai loro misfatti e perdonati. Dio diede loro un forte avvertimento riguardo Iblis e i fuochi dell'Inferno, e chiese a loro e ai loro figli (umanità) di stare lontano dalle illusioni dei loro sensi causate dal Diavolo.
Secondo i versi del Corano, la missione del Diavolo fino alla Qiyama, o Giorno della Resurrezione (yawm al-qiyāma), è quella di ingannare i figli di Adamo (l'umanità). Dopo di ciò, egli verrà posto tra i fuochi dell'Inferno insieme a coloro che ha illuso. Il Diavolo è noto anche come uno dei jinn, anche se la natura del diavolo è il fuoco e quella dei jinn è quella del nerofumo, sebbene creato dalle fiamme. Il Corano non raffigura Iblis come il nemico di Dio, poiché Dio è supremo a tutte le sue creazioni e Iblis è solo una di queste. Il solo nemico di Iblis è l'umanità: egli vuole scoraggiare gli uomini dall'obbedire a Dio. Perciò l'umanità è avvertita del fatto che dovrà lottare (jihād) contro le malizie del Diavolo e le tentazioni che egli instillerà in loro: coloro che riusciranno in questo verranno ricompensati con il Paradiso (jannat al-firdaws), raggiungibile solo con una condotta giusta.

### Bahaismo
Nelle Scritture del Bahaismo, il "diavolo" o il "satanico" può assumere diversi significati. A volte viene usato per riferirsi all'interpretazione Bahá'í di Satana. Altre volte si riferisce a persone che sono comandate dalla loro stessa bassa natura. In questo senso, la fede Bahá'í pensa che alcune persone malvagie siano diavoli incarnati, non nel senso di essere governati da una forza malvagia esterna, ma dai propri desideri egoistici. Báb definisce i suoi persecutori come "i seguaci del diavolo". La possessione demoniaca menzionata nella Bibbia è considerata essere un altro esempio di individui che sono comandati dai loro bassi istinti. Shoghi Effendi ha scritto:
Nel contesto della tentazione di Gesù nel deserto, il diavolo viene interpretato come la natura umana di Gesù. Questa gli ha mostrato ciò che poteva ottenere con i suoi poteri, se avesse seguito le vie del mondo. Tuttavia, lo Spirito Santo all'interno di Cristo si rifiutò di sottomettersi alla natura più spregevole, scegliendo di seguire invece la volontà di Dio.
La fede Bahá'í insegna che Satana è anche una metafora dell'"ego insistente" o dell'"ego più infimo" che è un'inclinazione innata all'interno di ogni individuo. Questa tendenza viene spesso citata nelle Scritture Bahá'í come "il Malvagio". Bahá'u'lláh ha scritto:

### Neopaganesimo
La tradizione cristiana ha spesso identificato le religioni pagane e la stregoneria con l'influenza di Satana. Nel Medioevo la Chiesa accusò presunte streghe di essere spose e cospirare con Satana. Alcuni scrittori moderni conservatori, come Jack Chick e James Dobson, hanno descritto il neopagano odierno e le religioni stregonesche come esplicitamente satanici.
Nel paganesimo e nel neopaganesimo, così come nella Wicca la figura del satana/diavolo biblico non esiste.
Nonostante molti gruppi neopagani venerino il Dio Cornuto, come ad esempio il consorte della Grande Madre nella religione Wicca, queste divinità non hanno nulla a che fare con il Demonio cristiano propriamente inteso come figura maligna e portatore di malvagità, ma solitamente rispecchiano figure come il Dio Cernunnos oppure il Dio Pan. Qualsiasi somiglianza abbiano con il Diavolo cristiano risale solamente al XIX secolo, quando una reazione cristiana alla crescente importanza di Pan nella letteratura e nelle arti portò a far sì che la sua immagine venisse identificata con quella del Diavolo.

### Movimento New Age
Gli aderenti al movimento New Age hanno punti di vista molto diversi su Satana, il Diavolo ed entità simili. In alcune forme di Cristianesimo esoterico Satana rimane un'entità malvagia, o almeno una metafora del peccato e del materialismo, ma la tendenza più diffusa è quella di negare completamente la sua esistenza. Lucifero, d'altra parte, nel significato originario romano di "portatore di luce", appare talvolta negli scritti di alcuni gruppi come una figura metaforica abbastanza distinta da Satana, e senza alcuna implicazione con il male. Ad esempio, la fondatrice della Teosofia Madame Blavatsky diede alla sua rivista il nome Lucifer poiché voleva che fosse una "portatrice di luce". Molte scuole di pensiero New Age seguono una filosofia non-dualistica che non riconosce una forza centrale per il male; Anche quando viene seguito un modello dualistico, questo è molto spesso affine al sistema cinese dello yin e yang, in cui il bene e il male sono contrapposti in un chiaro dualismo, ma complementari uno all'altro come anima del mondo tra creazione Terra e la manifestazione della generazione in Mondo. Sono presenti anche scuole di pensiero che mettono in rilievo una guerra spirituale tra il bene e il male o tra la luce e l'oscurità, come la filosofia di Rudolf Steiner, Agni Yoga e la Chiesa Universale e Trionfante.

### Satanismo

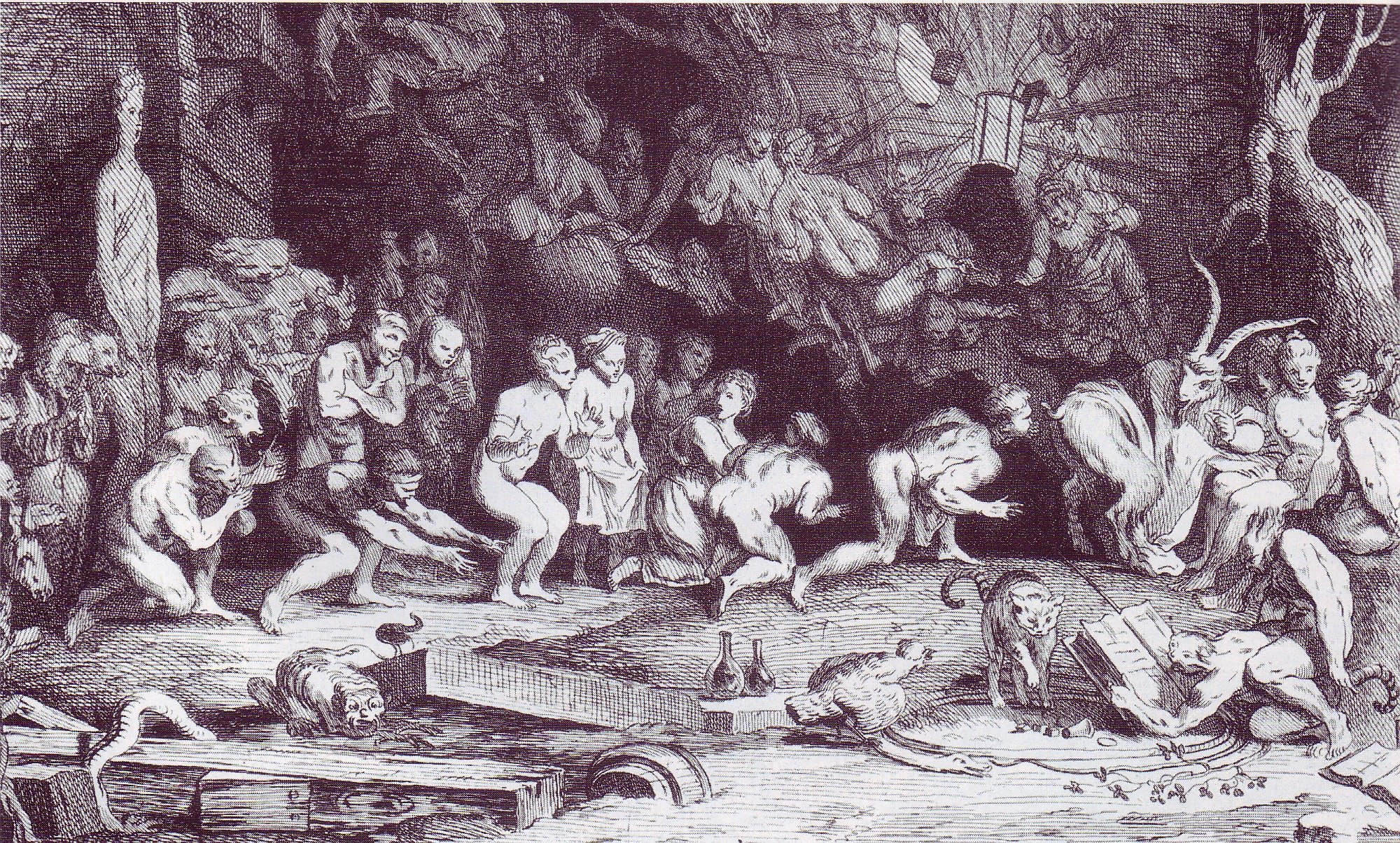
Acquaforte del Settecento raffigurante scena di omaggio al diavolo (Anne Claude de Caylus, acquaforte da un dipinto di Claude Gillot, I maghi adorano la capra che presiede il Sabba, data ignota)

Alcune sette venerano il Diavolo. Ciò si realizza in un senso politeistico in cui "Dio", Satana, e altri sono tutte divinità con Satana che è il patrono preferito; oppure in un punto di vista più monoteistico in cui Dio viene considerato un vero dio, ma viene tuttavia sfidato.
Alcune varianti negano totalmente l'esistenza di Dio e del Diavolo, ma comunque prendono il nome di satanisti, come ad esempio la Chiesa di Satana di Anton LaVey che vede Satana come una rappresentazione dello stato originario e naturale dell'umanità.

### Politeismo
Nel mito di Osiride scopriamo che Ausar (in greco: Osiride) viene tagliato in 13 pezzi da Seth. Auset (Iside) raccoglie tutti i suoi pezzi tranne il suo fallo. Horo, figlio di Ausar e Auset decide di vendicare la morte e lo smembramento di suo padre affrontando Seth. Horo ha la meglio su Seth, e Ausar, essendo riportato in vita dalla morte diviene il signore degli inferi. È questo dramma che ci riporta al conflitto tra bene e male, con quest'ultimo incarnato da Seth: ciò comunque non significa che Seth sia stato sempre considerato un personaggio malvagio nella teologia dell'Antico Egitto. In più occasioni nella storia dell'Antico Egitto ci sono stati conflitti tra "famiglie" differenti volte alla svalutazione di un dio rispetto a un altro.
Come in molte confessioni politeistiche, i personaggi coinvolti si differenziano dalla tradizione occidentale di un diavolo con cui tutte le divinità sono strettamente in relazione. In questo caso, numerosi testi storici indicano che Seth sia lo Zio o il Fratello di Horo e che nella "sconfitta" di Seth, si possa vedere un altro discostamento dalla norma nel divoramento/assimilazione di Seth in Horo, con il risultato che quest'ultimo venga raffigurato sia con la testa di falco sia con la testa (di un animale sconosciuto) di Seth. Ciò (come nel Buddismo) rappresenta una dissoluzione della dicotomia.

## Nella filosofia morale

### Spinoza
In un capitolo inedito dell'Etica, Spinoza afferma che il Diavolo non può esistere, essendo l'opposto di Dio che è l'Essere.
In un articolo intitolato Sul diavolo, sostiene che questa inesistenza possa essere dimostrata a priori. Secondo Spinoza, il Diavolo non può esistere poiché maggiore è il grado di perfezione di un ente maggiore è la sua durata di vita; poiché il Diavolo è totale privazione di essere e quindi non possiede nessuna perfezione, egli non potrebbe sopravvivere.
Al contrario, la teologia cattolica afferma che il Diavolo è un angelo di classe alta, molto ricco di perfezioni e di essere, che egli ha liberamente deciso di usare contro Dio e la salvezza dei Suoi figli.
Nella visione del mondo di Spinoza, il male morale non esiste. L'idea del Diavolo deve essere rimossa, in ossequio al rasoio di Occam. Seguendo uno stretto determinismo, gli individui non sono visti come agenti morali che scelgono il male, bensì come esseri affetti da emozioni comparabili alla debolezza o alla malattia anziché al male.

### Kant
Ne La religione entro i limiti della semplice ragione, Kant descrive il diavolo come la personificazione della massima depravazione morale. Deviando dalla comune idea cristiana, Kant non individua nelle pulsioni dei sensi ciò che è moralmente riprovevole. Poiché il male deve essere un intellegibile, un atto si dice malvagio quando l'aspetto dei sensi è posto deliberatamente al di sopra dell'obbligazione morale. Quindi, il Diavolo deve comprendere la morale e rifiutarla consapevolmente, ma, a differenza degli enti umani, in quanto essere spirituale (in tedesco: Geistwesen) non ha alcuna relazione con il piacere dei sensi. Il Diavolo agisce solo con la mente, contro la morale, non per soddisfare una lussuria sensuale, ma unicamente per amore del male.
Secondo Kant, il Diavolo sarebbe "altruista" perché non trarrebbe alcun piacere dalle proprie azioni. Al contrario, la teologia cattolica insegna che esiste un piacere intellettuale nell'orgoglio e nella superbia, piacere del quale sono capaci anche gli angeli, privi di corpo e quindi del godimento dei sensi.
Kant nega che un essere umano possa mai essere completamente diabolico. Kant ammette che ci sono vizi diabolici (ingratitudine, invidia e gioia maliziosa), cioè vizi che non recano alcun beneficio personale, ma nega che una persona possa mai essere completamente demoniaca.

## Nelle tradizioni culturali
Nella tradizione cristiana occidentale, il Diavolo è entrato nel folklore popolare. Da non confondersi con la moderna e antropologica figura del trickster, il briccone divino (giacché, come ricorda Francesco Mosetti Casaretto, «le categorie laiche della Modernità» non si possono applicare retroattivamente al Medioevo), il Demonio è protagonista di un gran numero di fiabe popolari tradizionali e leggende provenienti dall'Irlanda, da Terranova, dall'Italia e dal Regno Unito: in queste egli cerca spesso di ingannare o sconfiggere altri personaggi. In alcune di queste favole, il Diavolo è ritratto più come una persona malvagia che come la personificazione del male. Il Diavolo si presenta anche notevolmente in alcuni testi agiografici, o favole dei santi (come nel tradizionale racconto di San Dunstano), che talora si discostano dal canone religioso autorizzato.
Il Diavolo è anche un personaggio ricorrente in racconti che spiegano l'etimologia di nomi geografici, dando il nome a formazioni geografiche come ad esempio il Cammino del Diavolo in Inghilterra.
(Detto popolare)

### Demoni
In alcune religioni e tradizioni, questi titoli rappresentano demoni diversi; altri identificano questi nomi come forme del Diavolo. Anche quando vengono considerati come demoni individuali, si pensa spesso che alcuni siano sotto il controllo diretto del Diavolo. Questa lista elenca solo quelli ritenuti essere il Diavolo; Lista di demoni ha una lista più ampia.
- Abaddon (ebraico: אבדון Avaddon) che significa "distruzione"
- Asmodai, demone biblico con probabile origine iranica
- Baphomet, un demone che secondo una congiura sterminio sarebbe stato venerato dai Cavalieri templari
- Belzebù, ba'al zevuv בעל זבוב (ebraico): padrone delle mosche o signore delle mosche, deformazione del Dio benevolo Baal
- Belial, Beliar, Bheliar (ebraico): senza padrone, viltà della terra, Signore dell'Orgoglio

- Mastema, un diavolo presente nel Libro dei Giubilei
- Mefistofele, Mefisto (greco): colui che evita la luce
- Pazuzu
- Samael, Samiel, Sammael (ebraico): "Veleno di Dio"

### Titoli
Questi sono titoli o nomi che si riferiscono quasi sempre al Diavolo stesso.
- 666 o 616, il Numero della bestia
- L'Avversario
- Angra Mainyu, Ahriman (Arimane): "spirito maligno", "spirito maledetto"
- Anticristo, la venuta del Diavolo nel mondo mortale per il Cristianesimo
- Der Leibhaftige (Tedesco): "Lui Stesso"[senza fonte]
- Diabolus, Diavolus (Greco): "colui che divide"
- Iblīs, il Diavolo nell'Islam
- Signore dell'aldilà / Signore dell'Inferno / Signore di questo mondo
- Lucifero / La Stella del Mattino (Greco e Romano): portatore di luce, illuminatore; spesso creduto il nome di Satana prima della sua caduta (il pianeta Venere)

- Old Scratch (inglese, "Vecchio Diavolo"), lo Straniero, Old Nick (altro appellativo inglese): nomi colloquiali del diavolo, per indicarlo come personaggio nella storia The Devil and Tom Walker (Il Diavolo e Tom Walker), racconto presente nella raccolta Tales of a Traveller (Racconti di un Viaggiatore) di Washington Irving
- Chamuco, nome che viene dato al diavolo in Messico e parti dell'America Centrale
- Old Hob (in inglese "Vecchio Hob")
- Fear dubh ("L'uomo nero"), un nome per il diavolo nel gaelico irlandese
- Principe delle Tenebre / Principe del potere dell'aria
- Satana / L'Avversario, l'Accusatore, il Persecutore che maledice l'umanità come Zwarte Piet
- (L'anziano/vecchio/contorto/serpeggiante) Serpente
- Shaitan, un nome arabo di Satana
- Il Tentatore / Seduttore
- Woland

## Altri demoni affini
Le principali correnti cristiane e islamiche riconoscono spesso l'esistenza di altre divinità pagane, ma le considerano demoni dell'inferno. Alcune divinità maggiori sono state considerate analoghe al diavolo stesso in forma differente. Le divinità considerate includono:
- Apep
- Arawn, dio gallese dell'Aldilà
- Azazel
- Baal, un dio della religione cananea
- Belfagor, l'arcidiavolo
- Belzebù
- Chernobog, nome Slavo per il diavolo, letteralmente "dio nero"
- Dagon, un dio del mare filisteo
- Davy Jones, l'essere diabolico associato alla morte per annegamento, che nelle leggende dei marinai aveva il compito di preannunciare catastrofi marine, e di trasportare le anime dei morti in mare nell'aldilà
- Dio cornuto, un termine a sincretico delle divinità maschili della natura, convertite poi nel diavolo
- Dispater

- Leviatano, la bestia del mare biblica
- Loki, dio nordico del malanno, della menzogna e del tradimento
- Melek Ta'us
- Mammona, Dio Aramaico della prosperità e del profitto
- Mara
- Moloch, un dio venerato dai cananei al quale venivano offerti dei bambini in sacrificio
- Mot, divinità semitica
- Nergal
- Ördög, entità ungherese di una leggenda identificata con il Diavolo
- Pan, dio greco del desiderio, convertito poi nel diavolo
- Seth, dio Egizio della morte
- Tifone

## Nell'arte

### Il colore del diavolo
In passato il colore attribuito al diavolo era il verde, colore associato anche al serpente. Certo non mancavano anche altri colori per diavoli e altri animali associati al male, ma il verde simboleggiava il malefico. Successivamente i partiti liberali e anticomunisti associarono al diavolo il colore rosso. Con la guerra fredda – la contrapposizione ideologica e politica tra gli Stati Uniti e l'Unione Sovietica – nel mondo occidentale controllato dagli Stati Uniti si confermò l'immagine del diavolo rosso, in quanto era il colore associato al comunismo. 

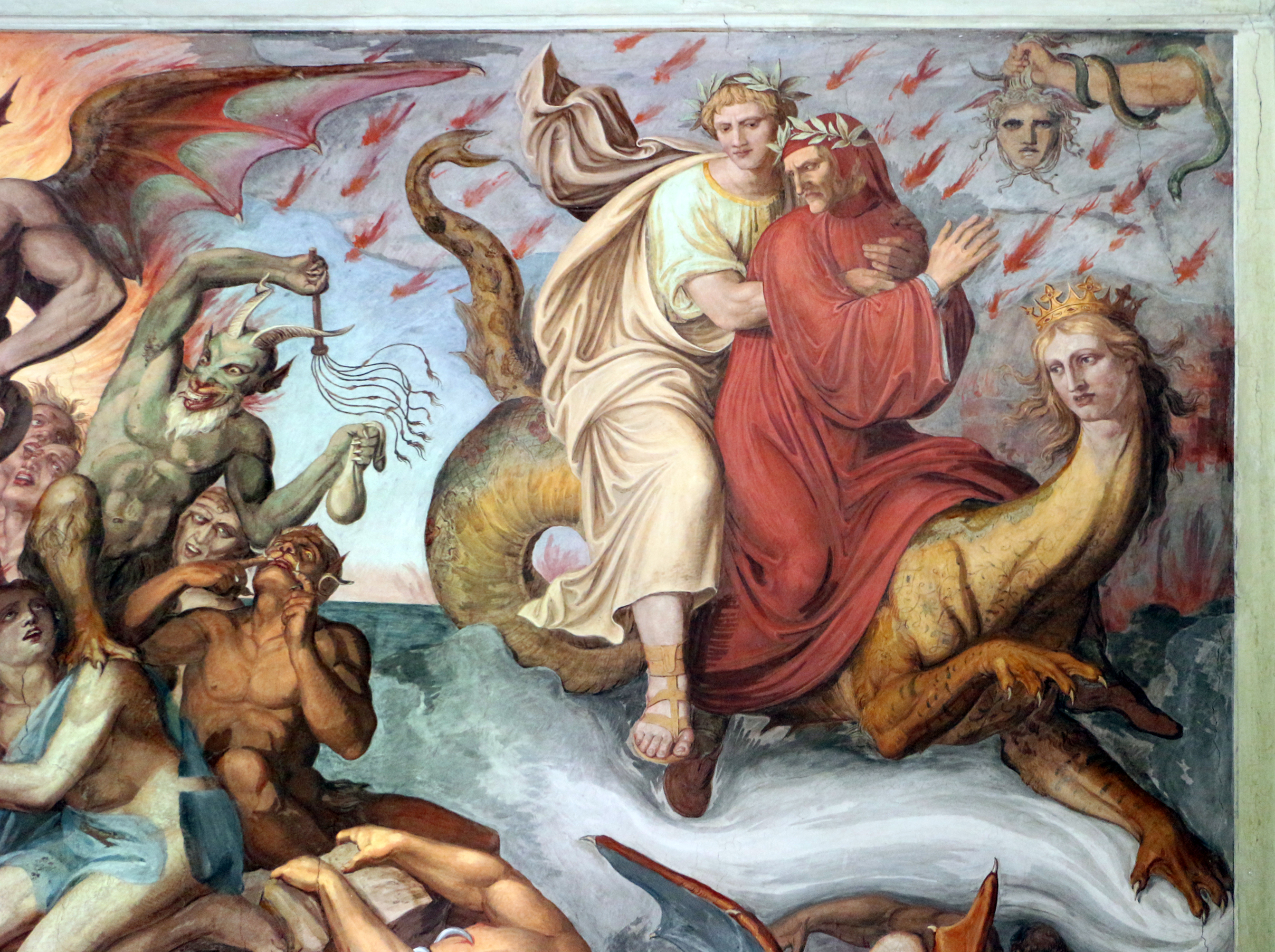
Un drago e altri rettili e serpenti verdi: simboli del male. Un demone verde - L'Inferno - Casa Massimo - stanza di Dante (opera di Joseph Anton Koch 1768-1839)
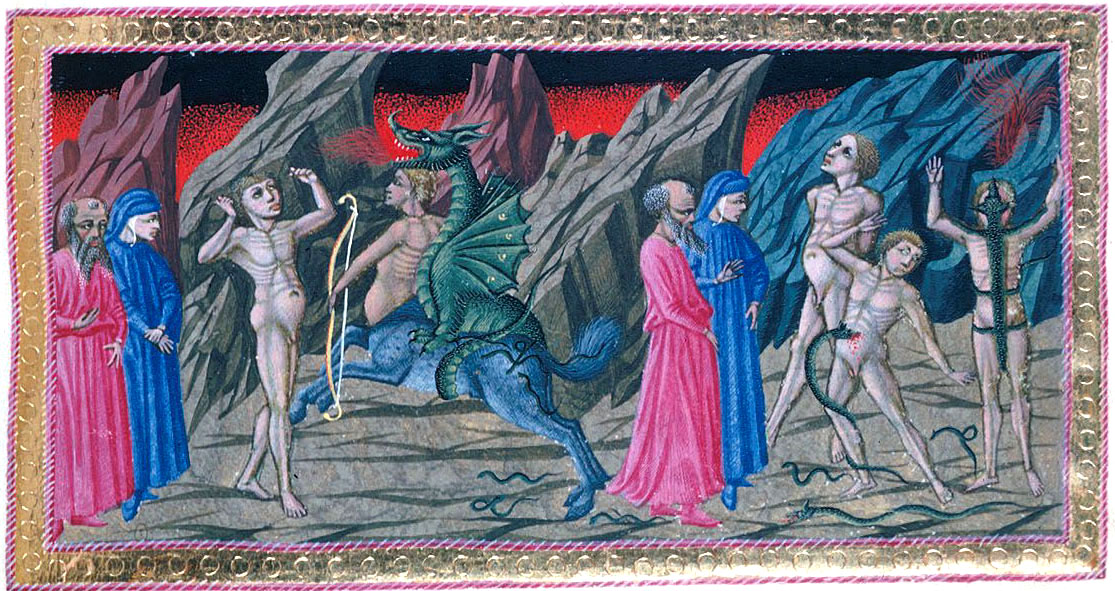
Il Canto XXV, dove si può vedere il centauro Caco, e la punizione dei Dannati della settima bolgia. Miniatura di Priamo della Quercia (XV secolo)
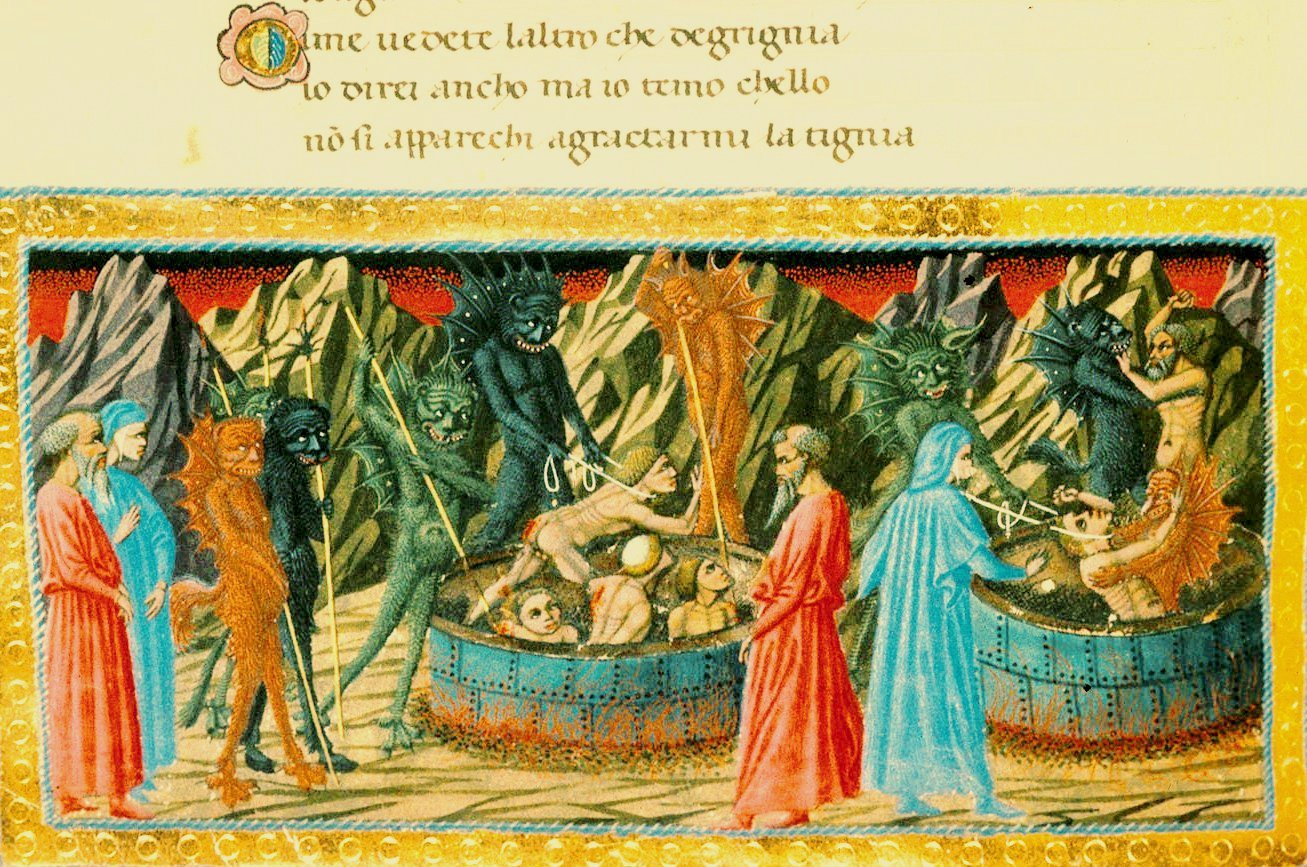
Diavoli verdi. Priamo della Quercia and Giovanni di Paolo. Miniature
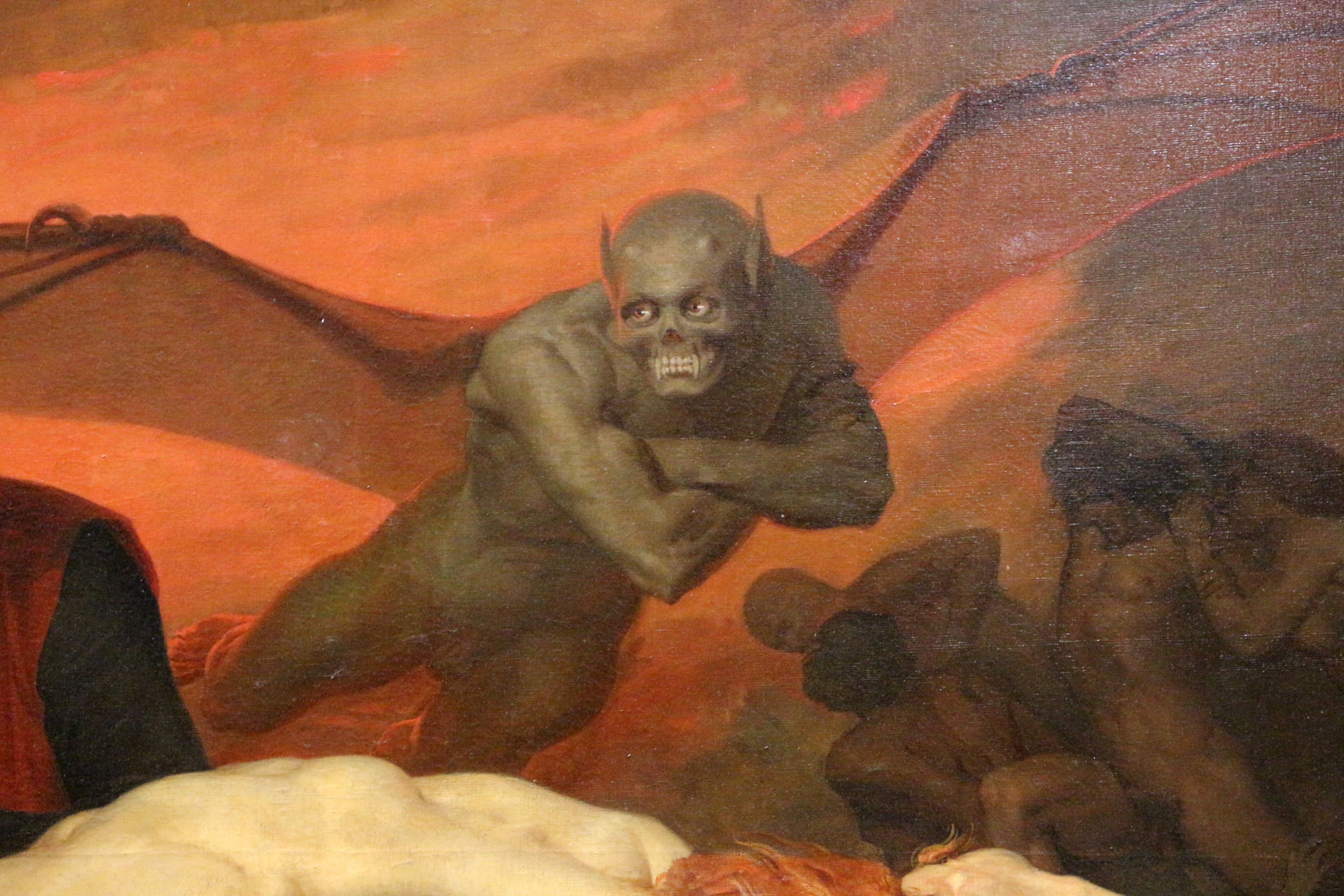
Il diavolo, verde. Dante e Virgilio all'Inferno (opera di William Bouguereau 1850)
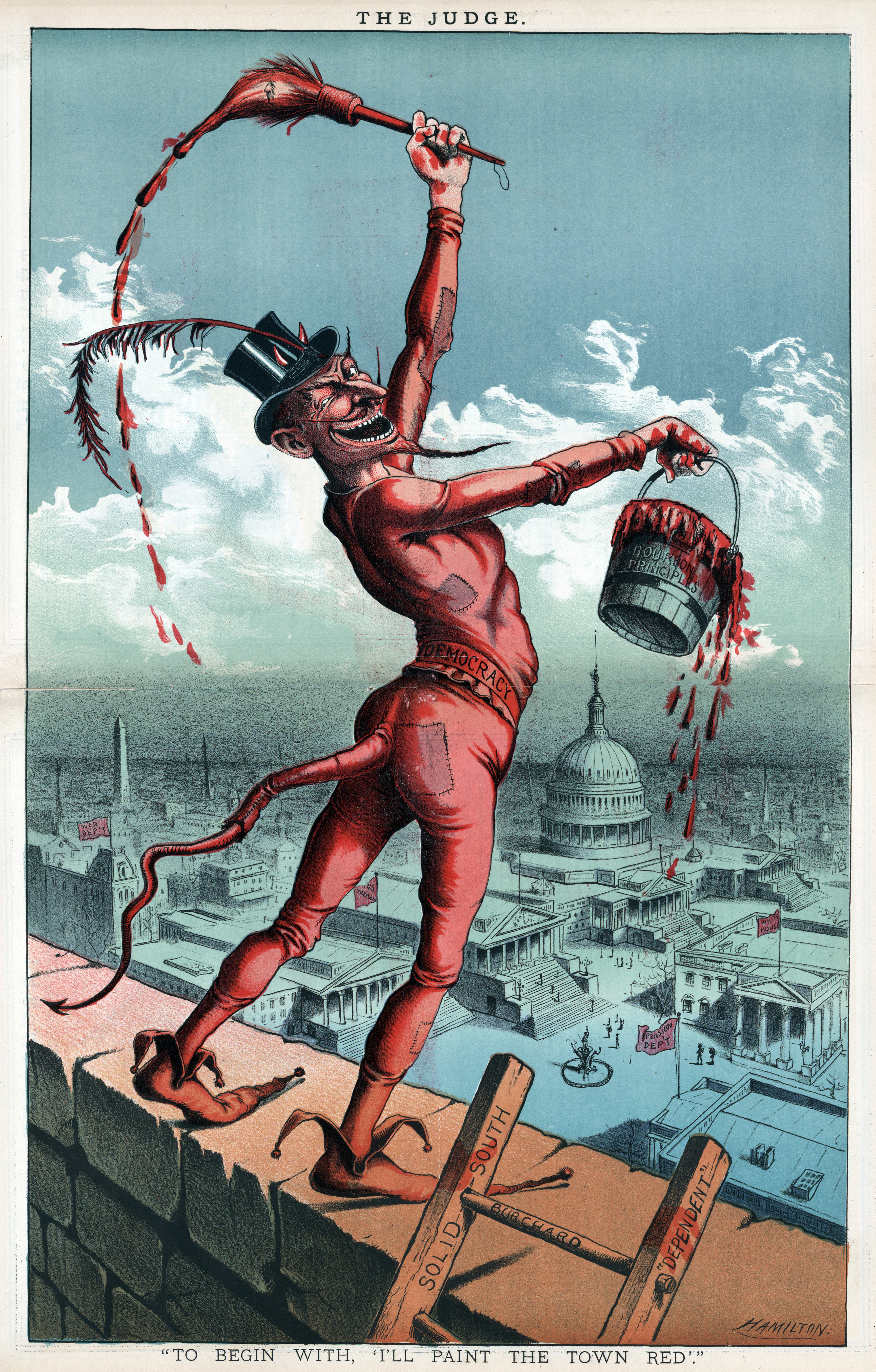
"To begin with, 'I'll paint the town red", by Grant E. Hamilton, The Judge vol. 7, 31 January 1885. - Vignetta tratta dalla rivista "The Judge". "Democracy" è ritratto come il diavolo che regge un secchio con l'etichetta "Bourbon Principles" (caricatura di Grover Cleveland)
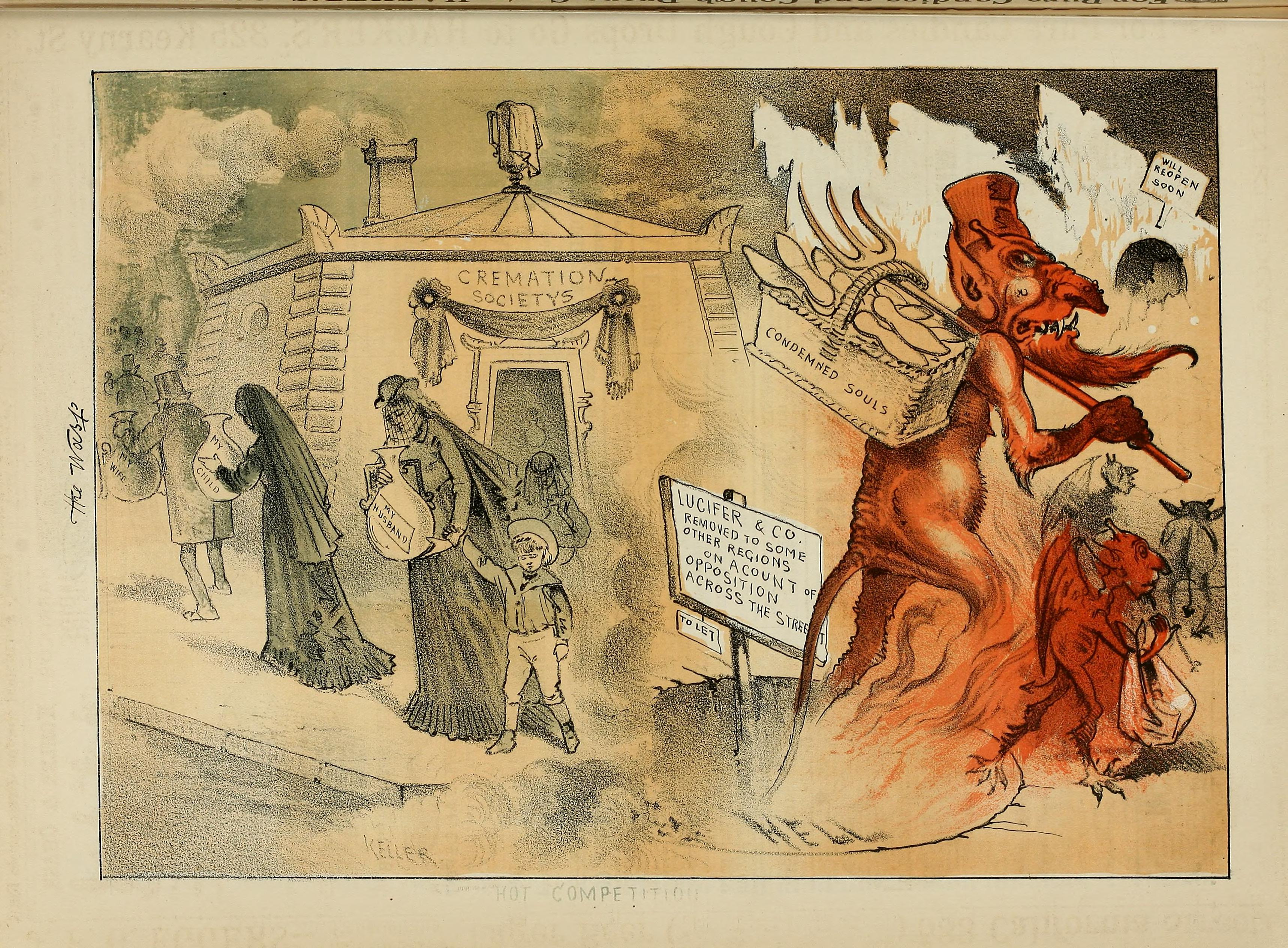
Vignetta che mostra i forni crematori delle pompe funebri in competizione coi diavoli. Il fumetto mostra persone in lutto con le urne dei propri cari fuori da un crematorio, mentre i demoni rossi si ritirano. Un cartello recita: Lucifer & Co. rimossi in altre regioni per opposizione dall'altra parte della strada.
Contro il bolscevismo - con l'invariata Lista 1 - Partito Liberale - Tutti alle urne! (anno 1919)
Emoticon diavoletto rosso triste (2009)

### Letteratura
La figura del diavolo è molto presente nella Divina Commedia di Dante Alighieri, specialmente nel libro dell'Inferno.
Il gruppo principale di demoni è costituito dai Diavoli Malebranche dei canti XXI, XXII e XXIII.
Infine nella zona Cocito vi è il diavolo in persona ovvero Lucifero, un essere enorme con tre teste che maciulla nelle sue bocche i corpi di tre dannati: Giuda Iscariota, Marco Giunio Bruto e Gaio Cassio Longino.
Dante e Virgilio per arrivare al Purgatorio si aggrappano ai peli del suo ventre a testa in giù per poter giungere alla natural burella (da cui arriveranno al Purgatorio).
In generale, l'arte occidentale risente dell'identificazione fra bello e buono tipica della cultura greca (kalokagathia). Personaggi come il Diavolo o come Giuda, che sono associati al male, sono anche raffigurati in brutte fattezze.
Il Diavolo e Lucifero nell'arte paleocristiana è rappresentato come un serpente in accordo con il Libro della Genesi. Nel Medioevo, in seguito all'identificazione operata dai Padri della Chiesa, Satana è rappresentato come un mostro terrificante a tre teste. A partire dal secolo X si presenta con le ali spezzate, per ricordare la sua caduta dal cielo, e con le corna in testa, simboli del paganesimo sconfitto. Le ali di pipistrello, emblemi di degradazione della virtù angelica, vengono introdotte con le invasioni dei Mongoli che introducono elementi dell'iconografia orientale, come nel Lucifero dantesco nell'Inferno - Canto trentaquattresimo, vv. 16-56. Anche il dio Pan è all'origine di alcune caratteristiche del demonio: corpo peloso, zoccoli e corna di capro. L'iconografia del diavolo fissata dagli artisti tra i secoli XIII e XIV è derivata anche da testi apocalittici e apocrifi. Tra gli esempi più famosi si ricordano il Lucifero giottesco nella Cappella degli Scrovegni e quello di Coppo di Marcovaldo nel Battistero di Firenze. Gli animali che divorano i dannati accentuano la natura insaziabile di Satana. Il motivo di Satana con la "bocca divorante" riflette un'antica concezione della divinità come principio nel contempo creatore e distruttore. Le corna di Lucifero richiamano pure quelle del dio celtico Cernumnus e sono simbolo della sconfitta del paganesimo operata dalla Chiesa.
Nel Faust di Johann Wolfgang von Goethe, poema drammatico del 1808, il protagonista Faust stringe un patto con Mefistofele iniziando con lui un viaggio alla scoperta dei piaceri e delle bellezze del mondo. Ne La tragica storia del Dottor Faust (The Tragical History of Doctor Faustus), scritto dal drammaturgo e poeta britannico Christopher Marlowe, si narra la storia di Faustus, uno studioso così avido di conoscenza da non accontentarsi del sapere accademico, della medicina e della teologia, avventuratosi nel campo della magia nera. Faustus, dopo aver compiuto un'invocazione nel suo studio, assiste all'apparizione del diavolo Mefistofele con il quale stipula un patto: Faustus avrà la conoscenza e i servizi del servo di Lucifero per ventiquattro anni, dopo i quali Lucifero avrà la sua anima.
Nel breve racconto di H. G. Wells La tentazione di Harringay (The Temptation of Harringay, The St. James's Gazette, 9 febbraio 1895) il protagonista, un pittore di Chelsea viene tentato dal Diavolo per ottenere la sua anima in cambio dell'ispirazione per creare una tela da capolavoro.
Thomas Mann, fra il 1943 e il 1947, scrive e pubblica il romanzo Doktor Faustus. Das Leben des deutschen Tonsetzers Adrian Leverkühn, erzählt von einem Freunde (Doctor Faustus. La vita del compositore tedesco Adrian Leverkühn, narrata da un amico). Nell'opera l'umanista Serenus e il tragico Adrian, molto simili ai personaggi di Settembrini e Naphta de La montagna incantata, rappresentano per Mann il dualismo del carattere tedesco: da una parte la ragione nella democrazia e nel progresso (lo spirito apollineo di Friedrich Nietzsche), dall'altra lo spirito dionisiaco, con tutte le sue passioni e il tragico destino che l'attende.
Sono, questi, due aspetti appartenenti a un unico spirito: Serenus, scrivendo la parabola esistenziale dell'amico mentre si trova in Germania tra il 1943-46, descrive in parallelo col racconto della vita di Adrian anche l'ascesa e caduta del Terzo Reich: il patto di Adrian col diavolo simboleggia per l'autore anche la vendita della propria anima da parte di Adolf Hitler alle forze più oscure e tenebrose, quelle del male assoluto.
Per lo scrittore tedesco Lion Feuchtwanger, nel memoriale autobiografico del 1942 Il diavolo in Francia, il Diavolo è «quello dell'incuria, dell'incoscienza, della pigrizia del cuore, della convenzione, della routine, del je-m'en-foutisme» evidenziato dalla burocrazia francese nei confronti della Germania nazista durante la seconda guerra mondiale.
Nel romanzo breve Pioggia inversa. Storia del diavolo e un precario (2015), lo scrittore Matteo Tuveri introduce, ambientata fra Sardegna e Sutri, la storia misteriosa in cui l'origine del diavolo viene paragonata a quella delle figure reiette della società. La figura del lavoratore precario, centrale nel tema del romanzo, fronteggia la figura del diavolo trovando in esso un ideale alter ego.

### Cinema
- Der Dybbuk (Der Dybbuk), di Michał Waszyński, 1937
- Rosemary's Baby - Nastro rosso a New York (Rosemary's Baby), di Roman Polański, 1968
- L'esorcista (The Exorcist), di William Friedkin, 1973
- Il presagio (The Omen), di Richard Donner, 1976
- Amityville Horror (The Amityville Horror), di Stuart Rosenberg, 1979
- Entity (The Entity), di Sidney J. Furie, 1981
- L'avvocato del diavolo (The Devil's Advocate), di Taylor Hackford, 1997
- Stigmate (Stigmata), di Rupert Wainwright, 1999
- Giorni contati (End of Days), di Peter Hayams, 1999
- La nona porta (The Ninth Gate), di Roman Polański, 1999
- Lost Souls - La profezia (Lost Souls), di Janusz Kaminski, 2000
- Constantine (Constantine), di Francis Lawrence, 2005
- The Exorcism of Emily Rose (The Exorcism of Emily Rose), di Scott Derrickson, 2005
- Ghost Rider, di Mark Steven Johnson, 2007
- Paranormal Activity (Paranormal Activity), di Oren Peli, 2007
- Il mai nato (The Unborn), di David S. Goyer, 2009
- Parnassus - L'uomo che voleva ingannare il diavolo (Parnassus), di Terry Gilliam, 2009
- L'ultimo esorcismo (The Last Exorcism), di Daniel Stamm, 2010
- Il rito (The Rite), di Mikael Håfström, 2011
- L'altra faccia del diavolo (The Devil Inside), di William Brent Bell, 2012
- La Jeune Fille sans mains, regia di Sébastien Laudenbach (2016)

## Curiosità
Nella seconda metà dell'Ottocento Marco Antonio Canini nel suo Etimologico dei vocaboli italiani di origine ellenica con raffronti ad altre lingue scrisse che l'etimo di "diavolo" è lo stesso di "dio", in quanto entrambi deriverebbero dalla radice sanscrita DIV, DIU rilucere [da cui dyaus l'aere luminoso], aggiungendo che in principio la voce diàbolos non era, al pari di "daimon" demone, di significato sinistro, ma di buon genio, come lo zingaresco "devel" significante santo e "devla" nome di Maria madre di Gesù; e che solo in seguito il significato di calunniatore sarebbe derivato a DIÀBOLOS, dalla leggenda cristiana. Per convincere di tale sua teoria nella monografia che introduce il vocabolario presentò il parallelo tra i vocaboli esprimenti le idee assimilabili a quella di DIO e di DIAVOLO nelle diverse lingue.
Tale definizione etimologica causò un dibattito tra Canini e Graziadio Isaia Ascoli il quale presentò una lettera al direttore del Politecnico, in rapporto alla quale Canini inviò a Gaspare Gorresio un testo intitolato Degli Spropositi del professore G.I.Ascoli. L'etimologia è citata «a titolo di curiosità e perché gli inesperti non lo accettino per buono» da Ottorino Pianigiani nel suo dizionario etimologico il quale, in rapporto al confronto tra i vocaboli nella monografia, aggiunge che è scorretta dato che la voce Diavolo non è stata applicata al genio del male prima del cristianesimo.